# Ceratocystis platani
Ceratocystis platani ist ein krankheitserregender Pilz auf Platanen der Gattung Platanus.

## Beschreibung
Ceratocystis platani stammt vermutlich aus dem Südosten der USA. Der Pilz wurde früher zu den Arten des Ceratocystis fimbriata Komplexes gezählt wie Ceratocystis fimbriata f. platani. Er wurde 2005 zu einer eigenen Art erhoben.

## Erscheinungsbild
Ceratocystis platani verursacht eine Krankheit an Platanen, die bekannt ist als „Platanenkrebs“.
Das Platanensterben wird von dem Phytotoxin Ceratoplatanin verursacht, welches in der Zellwand von C. platani vorkommt, aber auch von anderen Dikarya, und tritt gemeinsam mit anderen molekularen Pilz-Wirt Interaktionen auf.
Die Orientalische Platane (Platanus orientalis) wird als hochanfällig für den Pilz betrachtet; die Abendländische Platane (Platanus occidentalis) entwickelte sich vermutlich gemeinsam mit dem Pilz und ist relativ resistent, während die Ahornblättrige Platane (Platanus × acerifolia) in der Regel zwischen ihren Elternteilen anzusiedeln ist, was die Widerstandskraft betrifft. Der Pilz ist ein Wundparasit, der die Platanen schnell infiziert, den Saftfluss unterbricht, zu Krebs und schließlich zum Tod führt. Geschwüre am Baumstamm sind charakteristische Nekrosen auf der inneren Rinde und blau-schwarze bis rot-braune Flecken im Splintholz. Die Krankheit kann zum plötzlichen Absterben von Teilen der Krone führen und Bäume von 30–40 cm können 2–3 Jahre nach der Infektion ganz eingehen.